# Tabelião

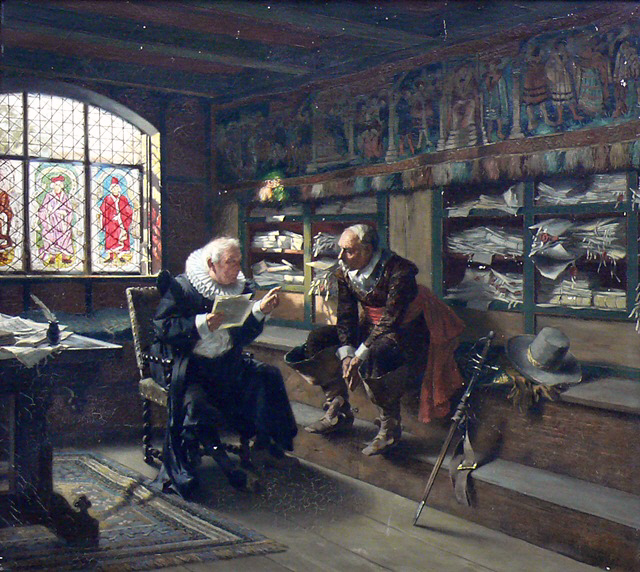
Um notário no trabalho (pintura do artista alemão Max Volkhart)

Tabelião ou notário é a pessoa autorizada a praticar atos na área jurídica, nomeadamente o testemunho de assinaturas em documentos. A forma que a profissão de notário assume varia com os sistemas jurídicos locais. Nos Estados Unidos, em 2017, estimava-se que haviam mais de 4 milhões de tabeliães, enquanto no Brasil existem apenas 15 mil cartórios extrajudiciais (nem todos tendo competência de autenticar assinaturas).
No Brasil, tabeliães funcionam como nos sistemas de civil law, pois o Brasil adota o notariado latino. Para ser tabelião é preciso ter diploma de bacharel em direito, ser brasileiro(a) nato(a) e ser aprovado em concurso público para o cargo, que só tem validade no estado onde foram feitas as provas.
Na maioria dos sistemas baseados no civil law, inclusive no Brasil, a atividade é exercida em caráter privado, mediante rigoroso controle estatal, pelos notários civis, profissionais jurídicos que desempenham muito mais funções que um notário público do sistema de commom law: são profissionais do direito qualificados que atuam de maneira privada e prestam muitos dos mesmos serviços que os advogados e procuradores de direito consuetudinário (negociação e redação de contratos, assessoria jurídica, liquidação de propriedades, criação de uma empresa e seu status, redação de testamentos e procuração, interpretação de leis, mediação, etc.), ficando vedado a estes profissionais representar partes perante o juízo ou receber, a qualquer título ou pretexto, custas ou participação em processo.

## Sistemasonline
Nos Estados Unidos, muitos estados, incluindo Virgínia, Texas e Nevada, aprovaram leis que permitem o testemunho online por tabeliães, usando compartilhamento de tela ou webcams, bem como processos de verificação de identidade. Para cumprir a lei estadual, os tabeliães devem estar localizados em qualquer um dos estados que autorizaram os serviços RON. A Virgínia foi o primeiro estado a aprovar legislação permitindo a notarização online em 2012. Texas e Nevada aprovaram leis semelhantes em 2017, que entraram em vigor em julho de 2018.